# Бобрикове
Бобри́кове (до 1923 — Бобрикова-Петрівська) — село в Україні, у Ровеньківській міській громаді Ровеньківського району Луганської області.
Населення становить 1149 осіб.

## Географія
У селі річка Сотова та Балка Кутирева впадають у річку Нагольну.

## Геологічні особливості
На південь від села розташоване Бобриківське родовище золота, геологічна пам'ятка гідротермально змінених піщано-глинистих породах карбону південного крила Бобриківської брахіантикліналі, унікальний для Донецького басейну прожилково-вкраплений тип золотого зруденіння.

## Історія
Станом на 1873 рік у слободі Бобрикова-Петрівська, центрі Бобриківської волості Міуського округу Області Війська Донського, мешкало 1502 особи, налічувалось 237 дворових господарства й 3 окремих будинки, 50 плугів, 235 коней, 205 пар волів, 1410 звичайних і 100 тонкорунних овець.
За переписом 1897 року кількість мешканців зросла до 2007 осіб (1011 чоловічої статі та 996 — жіночої), з яких 2005 — православної віри.

## Населення
Згідно з переписом УРСР 1989 року чисельність наявного населення села становила 1159 осіб, з яких 529 чоловіків та 630 жінок.
За переписом населення України 2001 року в селі мешкала 1101 особа.

### Мова
Розподіл населення за рідною мовою за даними перепису 2001 року:
| Мова       | Відсоток |
| ---------- | -------- |
| українська | 91,47 %  |
| російська  | 8,18 %   |
| молдовська | 0,35 %   |

## Відомі люди
В селі народилися:
- Бабичев Федір Семенович — український хімік, академік НАН України.
- Євтухова Ольга Федорівна — українська радянська діячка, доярка колгоспу «Росія» Антрацитівського району Луганської області. Депутат Верховної Ради УРСР 11-го скликання.
- Ємельяненко Павло Терентійович — вчений-металознавець радянських часів, доктор технічних наук, член-кореспондент АН УРСР, лауреат Сталінської премії.